# (5423) 1983 DC
(5423) 1983 DC (1983 DC, 1976 JD1, 1985 SX5, 1989 XE) — астероїд головного поясу.
Тіссеранів параметр щодо Юпітера — 3,518.